# 島義勇
島義勇（日语：／ Shima Yoshitake，1822年10月26日—1874年4月13日）是日本江戶時代末期佐賀藩的藩士，後為明治時代的顯官，被稱為「北海道開拓之父」或「北海道開拓之神」。現今的札幌市役所與及北海道神宮中都有豎立島義勇的銅像，而在札幌圓山公園亦有「島判官紀功碑」以表彰其功德。在北海道神宮中，人稱「島判官」，每年的4月13日都是為了紀念島義勇開招北海道的功績而設的「島判官慰靈祭」祭日。

## 生平
島義勇出生於肥前國佐賀城下精小路（今佐賀縣佐賀市精町），其父島市郎右衛門是佐賀藩士，而島義勇是家中的長子。通稱團右衛門，字國華、樂齊、櫻陰。1830年時就讀於佐賀藩的藩校弘道館。1844年繼任家督之位，後來與佐藤一齋、藤田東湖等一起到海外諸國四處遊學。回到日本後，島義勇擔任佐賀藩主鍋島直正的外小姓 一職，並負責管理弘道館。1856年奉藩主鍋島直正之命，跟隨箱館奉行堀利熙前往蝦夷地及樺太等地作實地探查，亦寫下一部《入北記》。1868年3月，擔任佐賀藩海軍軍監，之後東上被任命為下野鎮壓軍的大總督軍監，跟從新政府軍征討東北地方。
1869年，前佐賀藩主鍋島直正擔任蝦夷開拓督務的開拓使長官，並任命島義勇為開拓使主席判官，專門負責蝦夷開拓事務。同年於錢函（今小樽市錢函）開設開拓使事務所，並正式落實以札幌為蝦夷的首府，開始著手進行建設。島義勇到了札幌之後，一直有著壯大的建設構思，並矢志要將四野無人的札幌一躍而成「五州第一之都」。他回想京都以及故鄉佐賀的城下町之風貌為藍圖，立下要將札幌建設成能與諸大城市並列的目標。可是，要在這個嚴寒的地帶進行都市建設，必須面對大量勞力耗費的困難，因此島義勇在建設札幌的工程中遇上很多嚴重的難題，然而他仍堅持對札幌的悉心營建。後來島義勇與接替鍋島直正成為蝦夷開拓使長官的東久世通禧發生衝突，結果島義勇所志未遂，且於翌年（1870年）遭到解任。同年島義勇歸京升任大學少監，後來輾轉從事明治天皇侍從後出任秋田縣權令，然而又於1872年辭任。
1874年，島義勇被佐賀藩的「憂國黨」推舉為首領，以反對政府進行廢藩置縣等改革措施為目標，對外則支持韓論。於是島義勇與「征韓黨」首領江藤新平等人糾黨起兵，並且引發佐賀之亂。然而亂軍很快便被平定，島義勇與江藤新平逃亡到鹿兒島，同年便被大久保利通擒住，並被處以死刑。1916年4月11日，島義勇在大赦令下得到平反，並根據生前的功績追贈從四位的官秩。

## 軼話
島義勇的墓園位於佐賀市金立町的來迎寺。島義勇的從者福玉仙吉，為了祭祀島義勇的亡魂，為此在札幌神社（北海道神宮的舊名）的參道種植約150株櫻花樹，以為紀念。當地人亦會稱呼島義勇為「島判官」，以示尊重。北海道神宮內有一所六花亭的小賣店，每年的島判官祭祀日都會限量生产及销售稱為「判官大人」的和果子。